# Gò Kościuszko

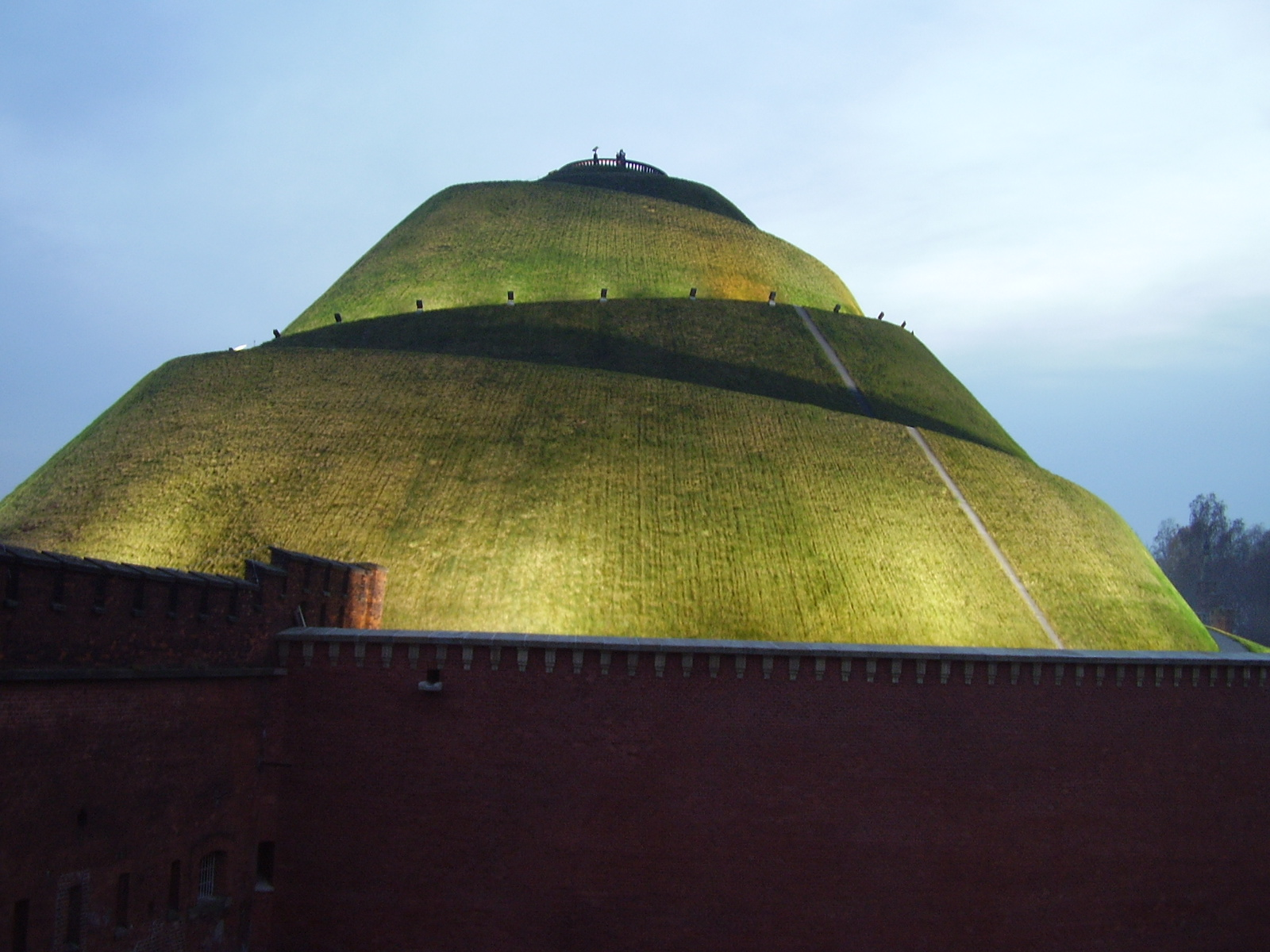
Gò Kociuszko (2006)

Gò Kościuszko(tiếng Ba Lan: kopiec Kościuszki) Ở Kraków, Ba Lan, được dựng lên bởi Cracovians trong kỷ niệm của các nhà lãnh đạo quốc gia Ba Lan Tadeusz Kosciuszko, là một gò mô hình nhân tạo sau gò tiền sử Kraków của Krak và Wanda. Một con đường ngoằn ngoèo dẫn lên đỉnh, khoảng 326 mét (1.070 ft) trên mực nước biển, với một cái nhìn toàn cảnh của sông Vistula và thành phố. Nó được hoàn thành vào tháng 11 năm 1823. Địa điểm được chọn cho di tích là Đồi thiên nhiên tự nhiên (tiếng Ba Lan: Wzgórze bł. Bronisławy), còn được gọi là Sikornik, nằm ở phía tây của Quận Zwierzyniec của Kraków. 
Gò Kościuszko là một trong bốn gò tưởng niệm của Kraków, bao gồm hai gò có từ thời tiền sử, gò Krakus và gò Wanda, và hai gò hiện đại, gò Piłsudski và gò Kościuszko.
Lễ thành lập gò Kokiuszko đã được diễn ra vào ngày 16 tháng 10 năm 1820. Việc xây dựng được tài trợ bởi sự quyên góp từ người dân Ba Lan sống ở tất cả các lãnh thổ của Ba Lan dưới sự chiếm đóng của nước ngoài. Trong ba năm, người dân từ mọi lứa tuổi và mọi tầng lớp đã tự nguyện xây dựng một vùng đất cao tới 34 mét (112 ft). Công việc được giám sát bởi một Ủy ban Xây dựng Đài tưởng niệm Tadeusz Kościuszko. Tại căn cứ của gò đất, Đạo luật sáng lập đã được khai phá trong một cái hộp bằng thủy tinh và đá cẩm thạch. Trên đỉnh, một tảng đá granit, được mang từ dãy núi Tatra, được đặt lên, mang dòng chữ "Kościuszce" (To Kościuszko). Bên trong gò đất, những chiếc bình được chôn bằng đất từ chiến trường Ba Lan và Mỹ nơi Kościuszko chiến đấu. Vào năm 1860, nhân kỷ niệm 30 năm khởi nghĩa Ba Lan tháng 11, đỉnh gò được trao vương miện bằng một tảng đá granit (545 kg) từ dãy núi Tatra được khắc trên đó: TO KOŚCIUSZKO.
Ban đầu, các căn cứ xung quanh gò Kosciuszko được lên kế hoạch để biến thành một khu định cư cho các gia đình nông dân đã chiến đấu bên cạnh Tadeusz Kosciuszko trong cuộc nổi dậy năm 1794. Vào cuối những năm 1830, những gia đình đó bắt đầu định cư ở chân gò Kosciuszko, nhưng quá trình này bị đình trệ khi chính quyền Áo quyết định biến khu vực này thành một phần của pháo đài thành phố.

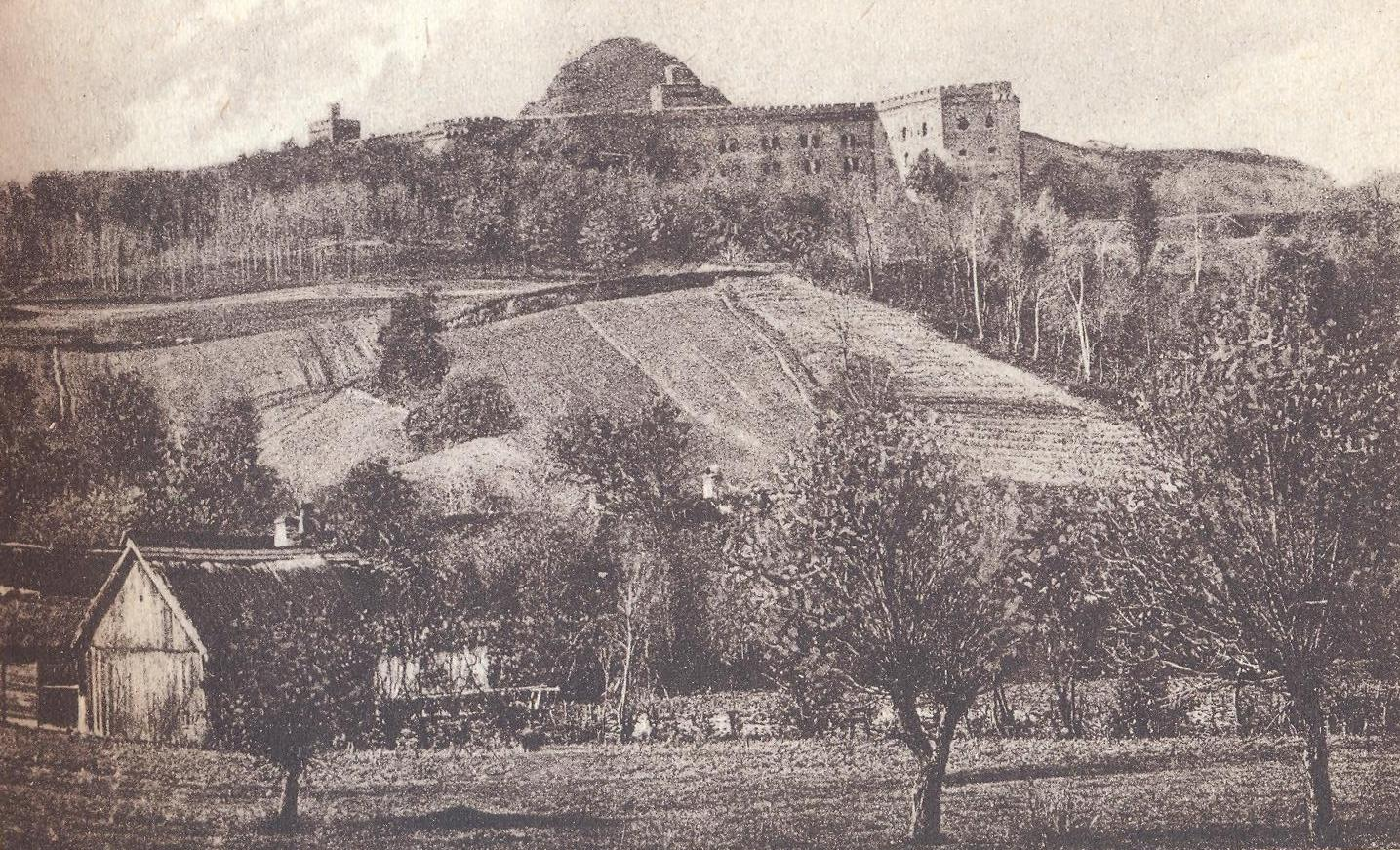
Gò Kociuszko, những năm 1930

Từ năm 1850 đến 1854, chính quyền Áo đã xây dựng một tòa thành bằng gạch xung quanh gò đất và bắt đầu sử dụng nó như một tầm nhìn chiến lược. Để đền bù cho một nhà thờ lịch sử trước đó đã bị phá hủy, một nhà nguyện theo kiến trúc tân cổ điển của Blessed Bronisława cũng được xây dựng. Tuy nhiên, các công sự của Áo, bao gồm cửa ngõ và thành lũy phía tây nam và địa điểm cố thủ cuối cùng đã bị dỡ bỏ sau Thế chiến II, giữa năm 1945 và 1956.
Bên cạnh gò còn có một bảo tàng dành cho Kościuszko, nơi trưng bày các hiện vật và vật lưu niệm về cuộc đời và thành tựu của ông. Năm 1997, mưa lớn đã làm xói mòn gò đất, do đó đe dọa sự tồn tại của nó. Nó đã trải qua một quá trình phục hồi từ năm 1999 đến 2003, trong đó công nghệ tiên tiến và vật liệu hiện đại đã được sử dụng. Gò được trang bị hệ thống thoát nước và màng chống thấm mới.
Kościuszko Mound lấy cảm hứng từ Bá tước Paul Strzelecki, một nhà yêu nước Ba Lan và nhà thám hiểm người Úc, đặt tên cho ngọn núi cao nhất ở Úc - Núi Kosciuszko, vì nó giống với gò của Koiusciuszko ở Kraków.

## Số liệu của gò
- Chiều cao gò: 35,54m
- Chiều cao gò trên mực nước biển: 330,14m
- Chiều cao gò trên mức của sông Vistula: 131,14m
- Đường kính gò: 73,25m
- Đường kính gò với tường chắn (tamboure): 90,7m
- Đường kính nền tảng tầm nhìn: 8,5m
- Thể tích gò: khoảng. 167.000m³
- Góc dốc: 46 ° -51 °

## Hình ảnh

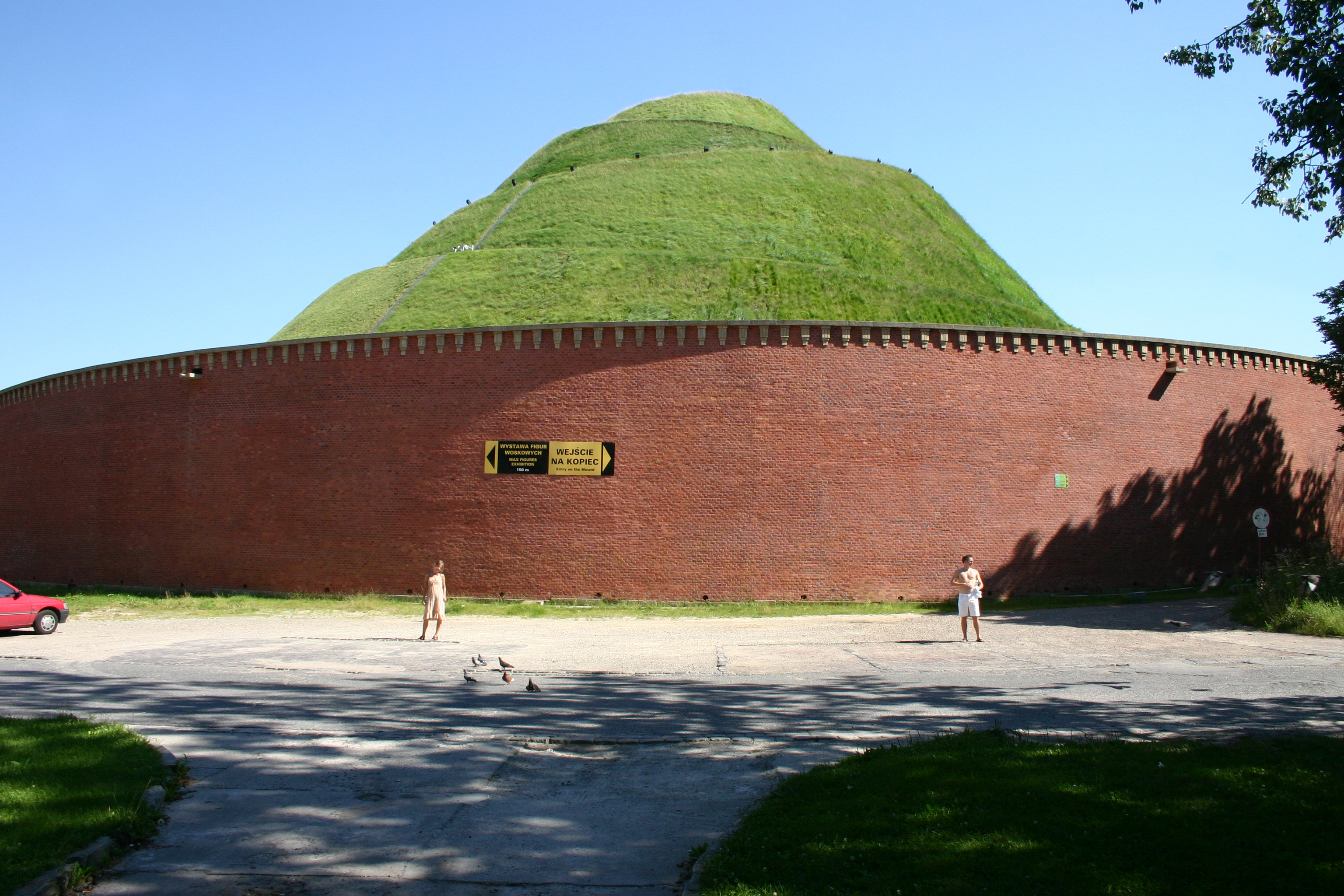
Gò Kociuszko, Kraków. Lưu ý khách truy cập vào ở phía trước
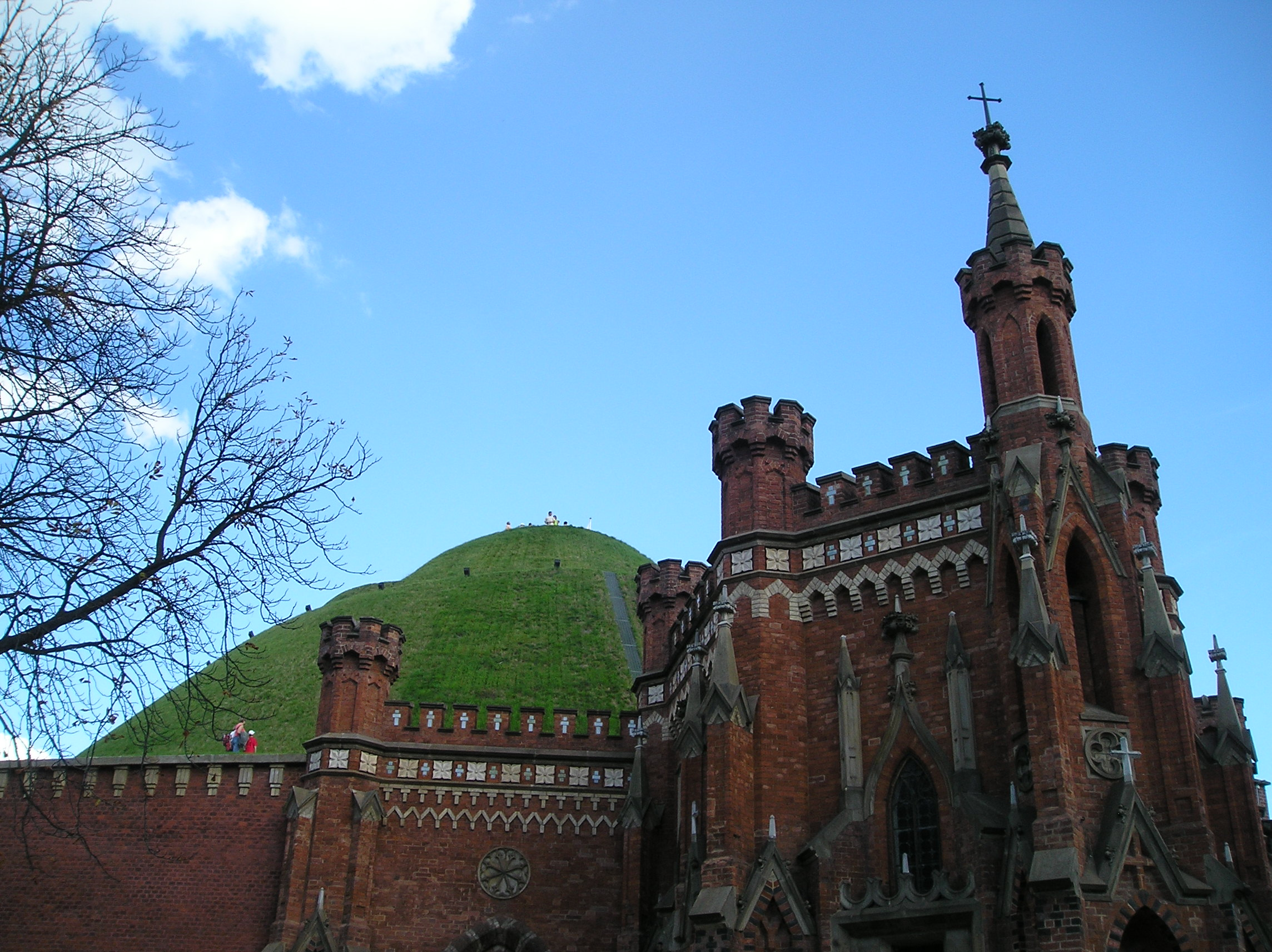
Quang cảnh của gò Kościuszko, với nhà nguyện Bronisława dưới chân
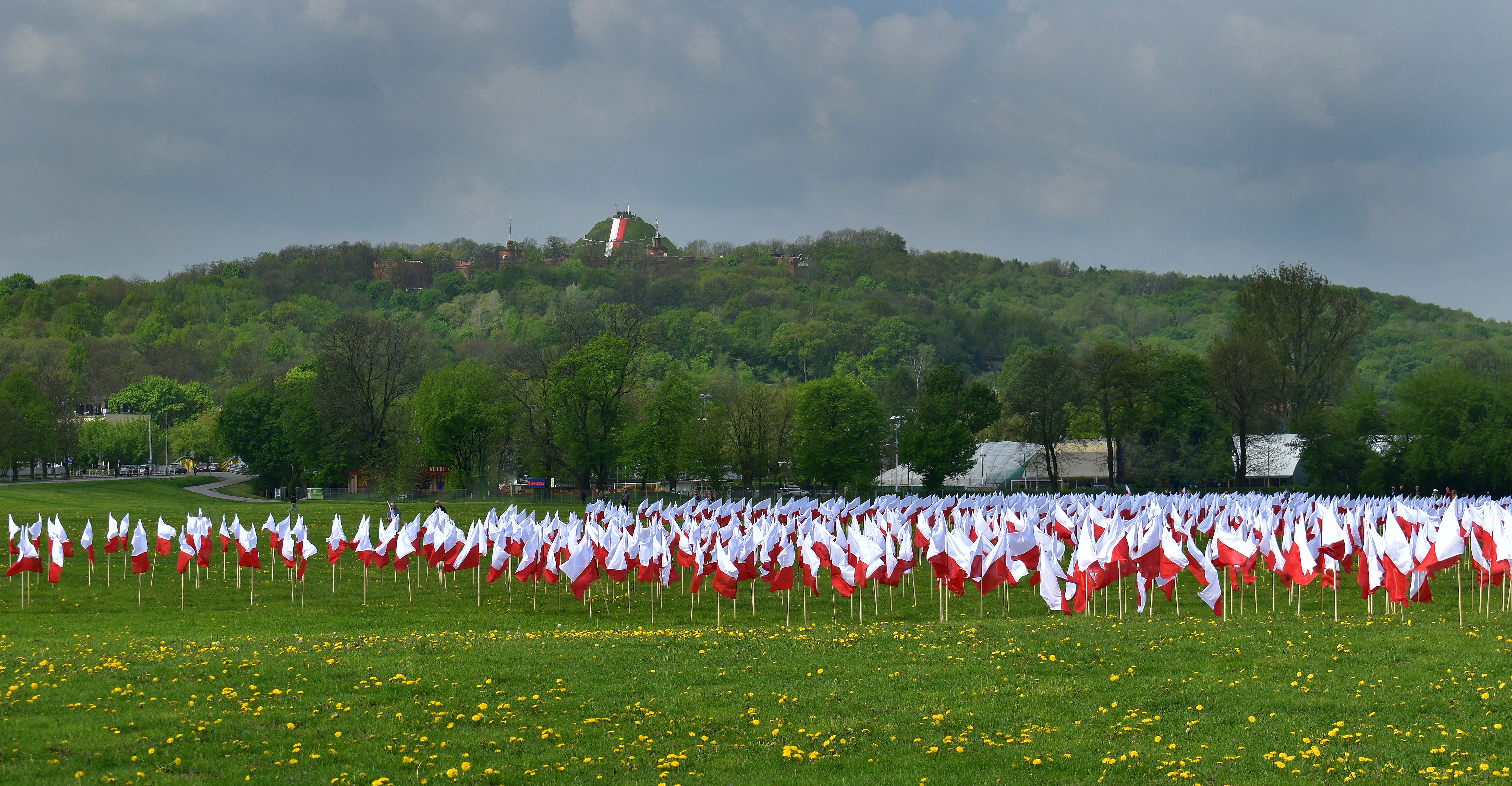
Gò Kosciuszko, nhìn từ Công viên Kraków Błonia, Ngày Quốc kỳ Ba Lan (ngày 2 tháng 5 năm 2019)
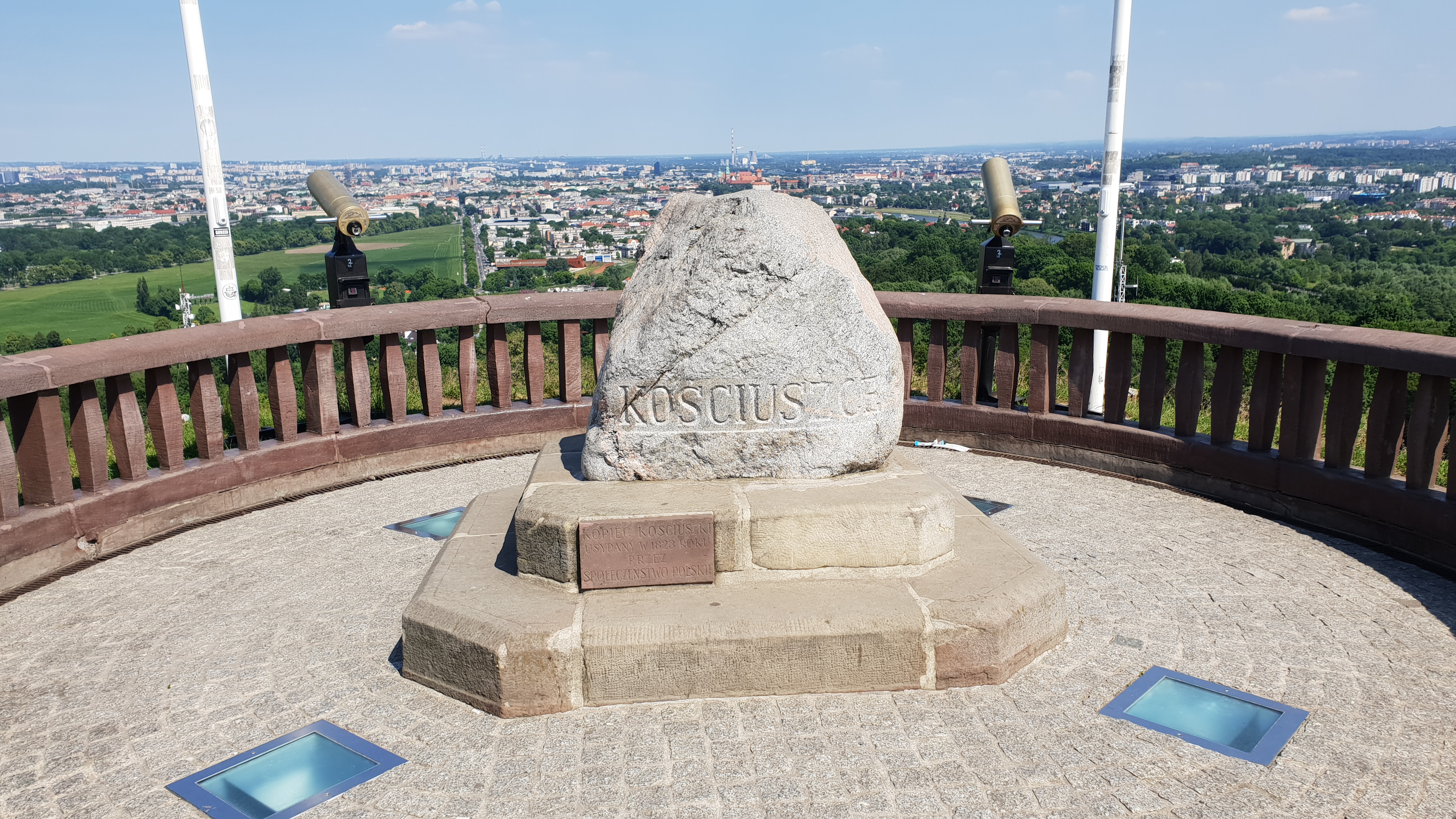
Nhìn từ đỉnh của gò Kościuszko